# 70715 Allancheuvront
70715 Allancheuvront este un asteroid din centura principală de asteroizi.

## Descriere
70715 Allancheuvront este un asteroid din centura principală de asteroizi. A fost descoperit pe 30 octombrie 1999 în cadrul proiectului CSS. Asteroidul prezintă o orbită caracterizată de o semiaxă mare de 2,55 ua, o excentricitate de 0,20 și o înclinație de 5,6° în raport cu ecliptica.